# Nahuelito
 (juin 2019).
Si vous disposez d'ouvrages ou d'articles de référence ou si vous connaissez des sites web de qualité traitant du thème abordé ici, merci de compléter l'article en donnant les références utiles à sa vérifiabilité et en les liant à la section « Notes et références ».

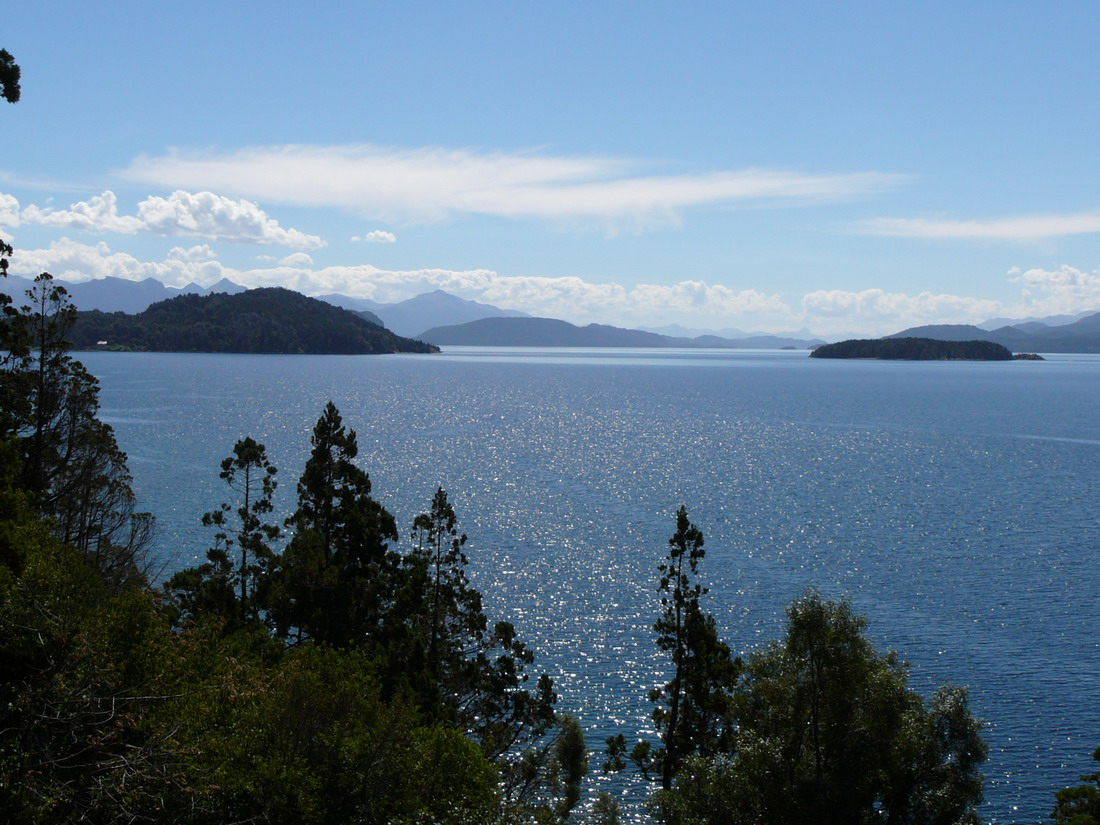
Lac Nahuel Huapi.

Nahuelito est une créature légendaire vivant dans le lac Nahuel Huapi, dont il tire le nom. 
Le mot nahuel vient de la langue mapuche et signifie jaguar. Le lac Nahuel Huapi, d'origine glaciaire, au bord duquel se trouve la ville touristique de Bariloche, est situé en Patagonie argentine, à proximité de la cordillère des Andes. Il s'étend sur le Parc national Nahuel Huapi.  

## Description
Il existerait en Argentine dans le lac Nahuel Huapi, une étrange créature appelée Nahuelito. 
Les témoignages racontent que nous aurions affaire à un animal entre 10 et 15 mètres de longueur, deux bosses, une très petite tête et un long cou courbé semblable à celui d’un cygne. Cette description n’est pas sans rappeler celle du monstre du loch Ness. 

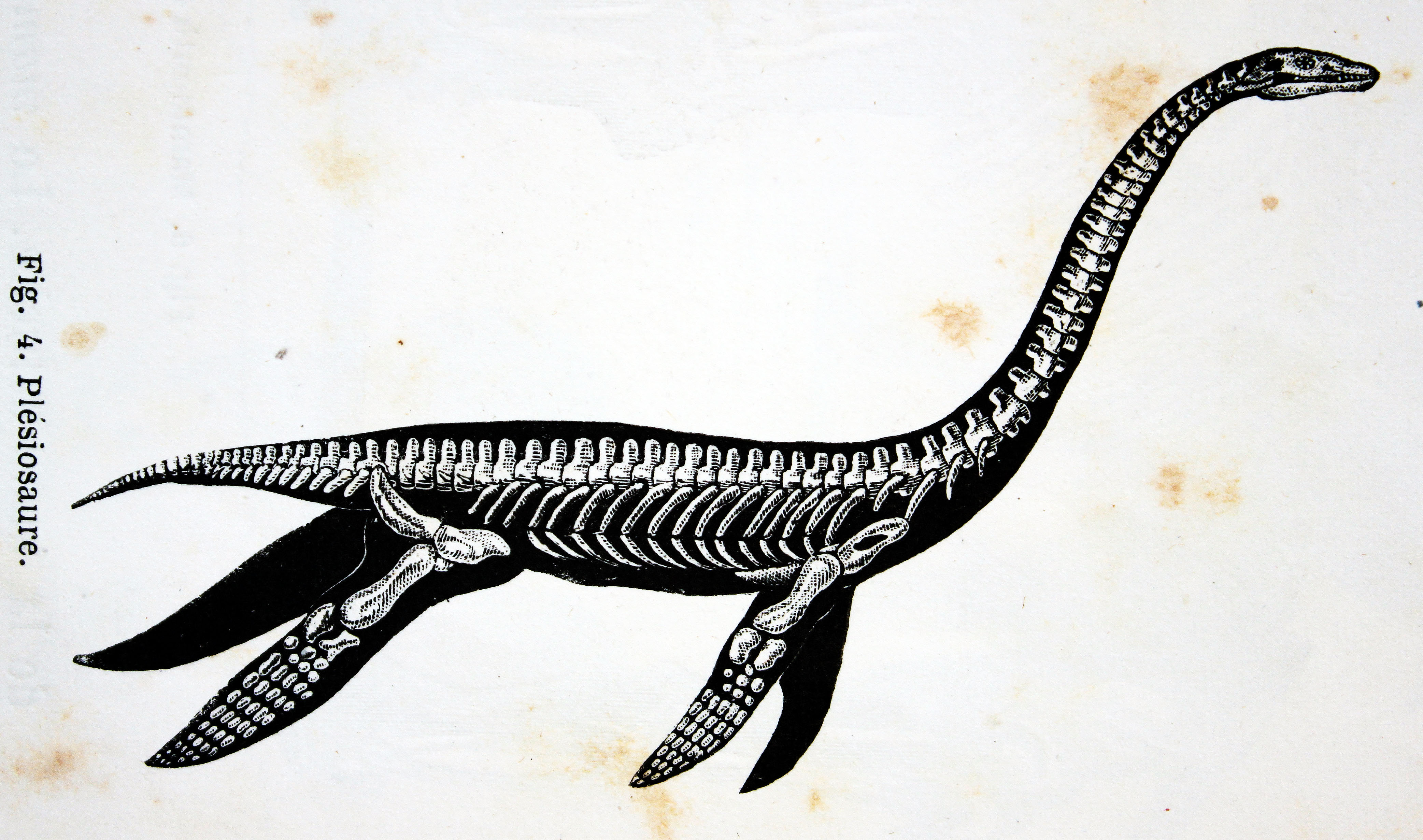
Plésiosaure.

Compte tenu de toutes ces caractéristiques, la plupart des théories s'accordent à dire qu'on pourrait facilement penser à un animal très similaire à un plésiosaure.
Il existe beaucoup de légendes dans la région qui font référence à des monstres semblables : l'un, carnivore, connu comme El Sueiro, aurait la taille d'une vache et laisserait des traces de canard géant, et l'autre, provenant de la tradition mapuche, El Cuero, une sorte de peau de vache étendue qui se déplacerait comme un serpent volant.
Selon Juan Martín Biedma, directeur de l'école Modelo en Argentine et auteur de Crónica histórica del lago Nahuel Huapi, le monstre est un mythe pur et simple.

## Histoire

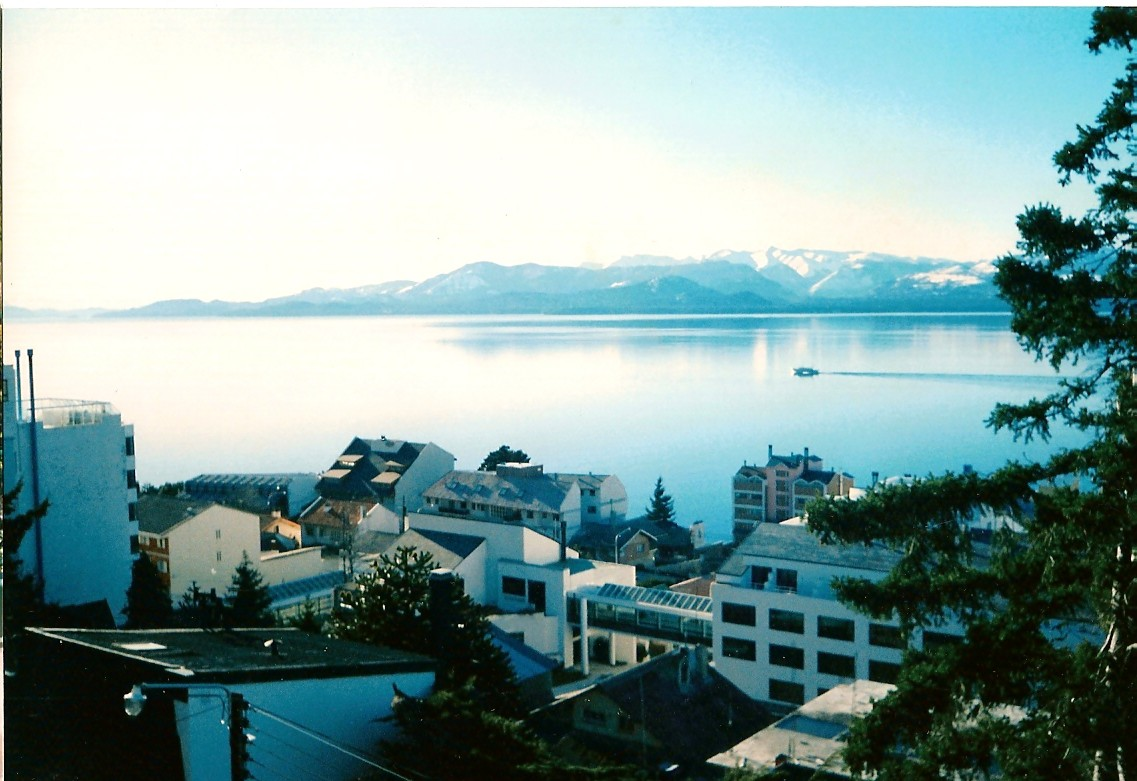
Vue du lac Nahuel Huapi, ville de Bariloche

Un certain Georges Garret affirme avoir vu la créature en 1910. Elle se trouvait à environ 400 mètres du bord et elle devait mesurer entre 5 et 7 m, la tête dépassait d’environ deux mètres de la surface. Quelques photos de la créature ont été publiées faisant penser au monstre du loch Ness ou un dinosaure. C'est plus tard, en racontant son expérience à la population locale, que Georges Garret apprend l’existence d'histoires similaires relatées par les Aborigènes.
L’observation de Garret n’est rendue publique qu’en 1922, à la suite de son récit auprès du journal Toronto Globe. De cette publication dans la presse internationale s'ensuit l'organisation de la première expédition destinée à chercher la créature nommée Nahuelito.
En cette même année, le docteur Onelli, directeur du Zoo de Buenos Aires, reçoit le témoignage de Martin Sheffield, un chercheur d'or américain qui disait avoir vu de grandes empreintes sur la rive et un gros animal inconnu au centre du lac. Convaincu par ce récit, Onelli organise une expédition de recherche. 
La population s'indigne contre la violence déployée par l’intervention de chasseurs équipés de gros fusils et de dynamite. Le président de la SPA, monsieur Albarracin, sollicite alors l’annulation de l'expédition fondée sur la loi qui interdit la chasse des animaux exotiques. Malgré ces efforts, l’expédition a continué mais sans résultats positifs.

## Témoignages
En janvier 2020, deux pêcheurs qui se trouvait près du lac auraient vu quelque chose d’étrange se déplacer près de la surface du lac Nahuel Huapi. Ils filment une étrange vidéo sur laquelle on voit quelque chose bouger près de la surface. 
Via le portail News Bariloche Opina, l'un des protagonistes de cette histoire, Facundo, déclare : « Nous étions avec un ami dans l'après-midi quand il faisait très chaud et nous avons immédiatement vu quelque chose de gros bouger sur l'eau. ».